# René Gaston Baco de La Chapelle
Pour les articles homonymes, voir Baco.
René-Gaston Baco de la Chapelle, né le 28 avril 1751 à Nantes, mort le 29 novembre 1800 en Guadeloupe, est un juriste et un homme politique français, député de la Loire-Inférieure de 1789 à 1791, maire de Nantes en 1792-1793, notamment lors de l'attaque vendéenne de juin 1793.

## Biographie

### Origine et débuts professionnels
René Gaston Baco est le fils de Pierre Baco de La Chapelle, négociant et capitaine de navires, et d'Anne Thérèse de La Ville de La Fouscherie. Il est le cousin du maire Pierre de la Ville de Chambardet.
Sous l'Ancien Régime, il est procureur du roi au présidial de Nantes et avocat au parlement de Bretagne,

### Les premières années de la Révolution (1789-1792)

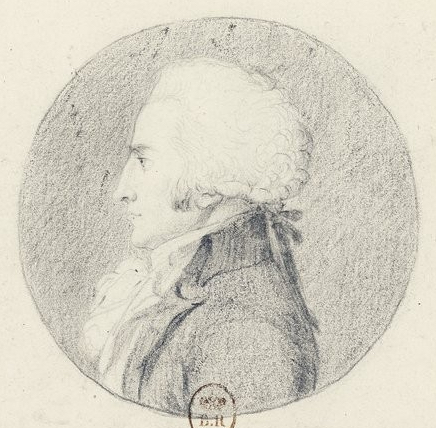
Gravure représentant Baco de la Chapelle.

Pendant la campagne électorale pour les États généraux, René Gaston Baco se montre passionné et combatif. 
En avril 1789, il est un des huit députés du tiers état de la sénéchaussée de Nantes. À l'Assemblée, il intervient peu oralement, ne prononçant que deux discours pendant toute la session. En revanche, il écrit beaucoup ; dès l'ouverture des États généraux, il devient un des principaux rédacteurs du Journal de correspondance de Nantes, créé par le libraire nantais Augustin-Jean Malassis, qui apporte aux Nantais les nouvelles sur les délibérations de l'Assemblée. Il y tient une correspondance très suivie avec ses compatriotes. Cela rassure ses lecteurs et concitoyens à qui il demande d'être patients et de ne pas écouter « les penseurs à bile noire » qui complotent contre lui.
En 1791, lors de débats à l'Assemblée sur la question de l'abolition de la traite et de l'esclavage, l'avocat Baco prend la défense du lobby négrier : « Il est indécent, il est odieux d’alarmer ainsi tous les esprits. Il importe à la prospérité de la France que ce commerce se soutienne ». 
René Gaston Baco revient à Nantes après la séparation de l'Assemblée constituante en septembre 1791. En novembre 1791, lors de l'élection comme maire de Pierre Giraud du Plessis, 31 voix se portent sur son nom. 
En 1792, il est proche du parti girondin.

### Maire de Nantes sous la République (1792-1793)

#### L'élection de la municipalité Baco (décembre 1792)
Après la proclamation de la République le 21 septembre 1792, de nouvelles élections municipales ont lieu le 10 décembre 1792 : le maire sortant obtient 326 voix sur 772 ; Réné Baco est quatrième avec 56 voix derrière Alexis Mosneron et Christophe-Clair Danyel de Kervégan. Mais Pierre Giraud refuse la charge. Le 11, Baco est second avec 86 voix sur 876 derrière Alexis Mosneron (88) ; le 12, il est premier avec 156 voix sur 867 ; enfin, le 13, il est élu avec 422 voix sur 802 contre 380 à Maussion. Il accepte la charge, mais sa lettre d'acceptation montre qu'il ne le fait pas avec enthousiasme : "Cet espoir [obtenir un jour l'estime de ses concitoyens] me suffit pour braver les calomniateurs qui déjà préparent leur poison. J'accepte.".
Dans la municipalité de René Baco, on trouve, parmi les officiers municipaux : Julien-François Douillard (architecte), Peccot (père), Jacques Barre (pasteur protestant), Louis Morel ("Américain") ; parmi les notables : A.-F. de la Ville, Pierre-Frédéric Dobrée (négociant), Antoine Crucy et son beau-père Julien-Mathurin Leroux (négociant), Guillaume François Laennec (médecin), Pierre Giraud du Plessis. L'assemblée municipale compte un certain nombre d'artisans (tonnelier, arquebusier, tailleur, tapissier). Le procureur de la commune, élu par 480 voix, est Jean-Marie Dorvo et le substitut Hyacinthe-René Nouel.

#### L'attaque vendéenne contre Nantes (juin 1793)
Deux mois après son élection commencent les troubles en Vendée, Maine-et-Loire et dans le sud de la Loire-Inférieure. L'insurrection atteint le vignoble nantais et le pays de Retz, y compris des communes très proches de Nantes : Saint-Sébastien, Vertou, Les Sorinières. En juin 1793, les armées insurgés se concentrent autour de Nantes par le sud (Charette) et par l'est (Cathelineau).
Pendant le siège de Nantes, René Baco, bien qu'hostile aux représentants en mission envoyés par la Convention, se montre un acteur essentiel de la défense de la ville, aux côtés du général Jean-Michel Beysser.

### La Convention montagnarde (1793-1794)
Le danger passé, les disputes avec les envoyés de la Convention reprennent. Pour finir, René Baco est dénoncé comme fédéraliste. Le général Beysser est destitué, rappelé à Paris et mis en accusation. René Baco l'accompagne pour plaider sa cause. La Convention accepte sa comparution à la barre ; devant les Conventionnels, il se met à lire une sorte de cahier de remontrances. Il conseille entre autres à la représentation nationale de resserrer dans des bornes plus étroites l'autorité de ses comités et de ses commissaires. Sa mission terminée, il conseilla de remettre les rênes du gouvernement dans des mains plus heureuses, ce qui lui vaut d'être jeté en prison. 
Il est libéré après le 9 thermidor an II (27 juillet 1794).

### Carrière ultérieure (1796-1800)
En 1794, il est envoyé comme commissaire du gouvernement à l'Île-de-France (Île Maurice), où les colons se montrent de plus en plus hostiles à la Révolution et contrarient systématiquement les décisions prises par la Convention. Au lendemain de son arrivée, René Gaston Baco annonce la mise en vigueur immédiate du décret relatif à l'abolition de l'esclavage, voté par la Convention montagnarde le 4 février 1794, mais que les colons refuseronnt d'appliquer. Il est accompagné de Étienne Laurent Burnel, qui avait été quelques années auparavant journaliste à l'Isle de France. Ils arrivent à Port-Louis le 18 juin 1796, leur maladresse entraine l'hostilité de l'Assemblée coloniale et leur embarquement forcé sur le Moineau dont le capitaine a ordre de les emmener aux Philippines. En cours de route, ils obtiennent du capitaine de rentrer en France en passant par Madagascar.  À leur retour en métropole, ils seront peu inquiétés de cet échec vu la complexité de la situation.  
En décembre 1798, un autre Nantais, l'armateur négrier Jean Peltier Dudoyer, fait une offre de service au Directoire pour être l'homme désigné pour appliquer l'abolition de l'esclavage. Il a passé de nombreuses années sur cette île : "On ne peut se promettre de réussir que par la douceur et la persuasion… Il faut pour cette mission un homme juste et honnête, qui a des propriétés dans l'île, qu'il y soit aimé, qui puisse inspirer de la confiance". Offre restée, semble-t-il sans réponse du Directoire. 
Le Directoire offre à René Gaston Baco le poste de codirecteur de l'Opéra. On ignore quelle part il a prise dans la gestion de cet établissement.
En 1799, il est de nouveau nommé agent particulier du Directoire Exécutif à la Guadeloupe avec Georges Nicolas Jeannet-Oudin et demandera, le 25 octobre 1799, plus de précision sur le 3ème agent ne souhaitant pas la désignation d'Edme Étienne Borne Desfourneaux. Ce sera finalement Étienne Maynaud de Bizefranc de Lavaux, un proche de Toussaint Louverture. Jeannet et Baco le suspecte d’organiser une révolution comme à Saint-Domingue avec la Révolution haïtienne. Le 27 février à Basse-Terre, ils convainquent le général Pâris, qui l'arrêtera et qui le renverra en France le 3 mars. Le général Lavaux sera remplacé par Maurice Henry Bresseau, un commissaire du gouvernement. Les 3 agents prennent des mesures contre le marronnage et les désertions dans les troupes. Le 30 décembre, il meurt des fièvres et n'est pas remplacé.

## Hommages

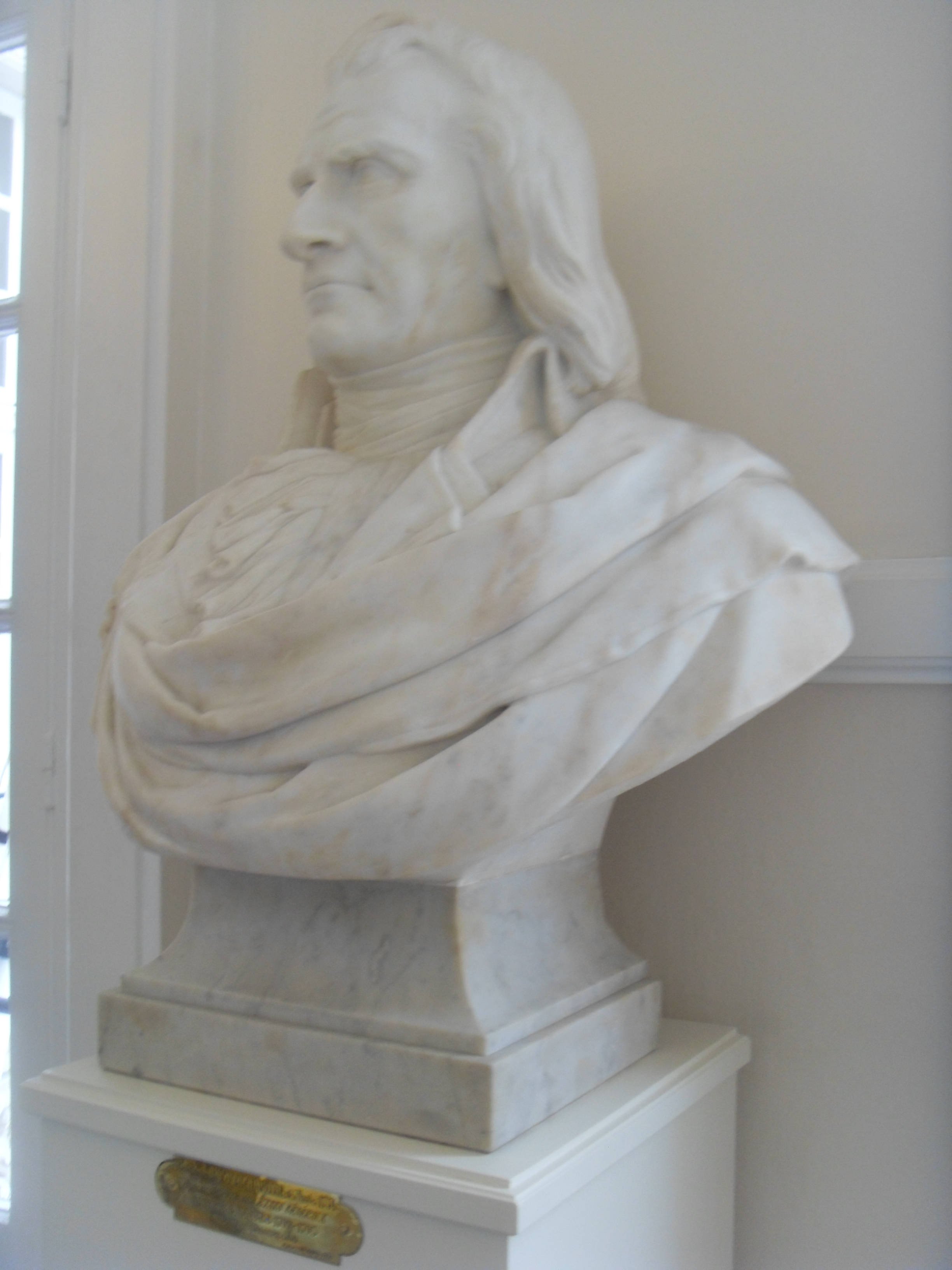
Buste à l'hôtel de ville de Nantes.

Son nom a été attribué par arrêté du maire du 31 août 1848, l'allée Baco à Nantes, anciennement « quai Baco » qui longeait un bras de la Loire comblé depuis, près du pont de la Rotonde. La rue du Roi-Baco, autre artère nantaise située dans le quartier de Chantenay, fait référence à un personnage imaginaire et n'a donc pas la même étymologie.
Un buste de marbre de René Gaston Baco de La Chapelle, œuvre d'Amédée Ménard, se trouve dans l'hôtel de ville de Nantes.